# Markus Scholz (Fußballspieler)
Markus Scholz (* 17. Mai 1988 in Iserlohn) ist ein deutscher Fußballtorwart und -trainer, der für den SC Freital tätig ist.

## Karriere
Scholz begann bei den SF Oestrich-Iserlohn mit dem Fußballspielen. Zur Saison 2007/08 schaffte er den Sprung in den Männerbereich und absolvierte in den beiden folgenden Spielzeiten für seinen Heimatverein 32 Pflichtspiele in der NRW-Liga. Im Sommer 2009 wechselte Scholz zum VfL Bochum, wo er die nächsten zweieinhalb Jahre das Tor der zweiten Mannschaft in der Regionalliga West hütete. Inzwischen für den U-23-Kader zu alt geworden, rückte er Anfang 2012 in den Profikader auf, konnte sich jedoch nicht gegen den Stammkeeper Andreas Luthe und seinen Ersatzmann Michael Esser durchsetzen.
Nachdem die Verhandlungen um einen Profivertrag in Bochum gescheitert waren, wechselte Scholz zur Saison 2012/13 ablösefrei zu Dynamo Dresden. Auch hier war er zunächst lediglich als dritter Torhüter hinter Stammkeeper Benjamin Kirsten und seinen Ersatzleuten Florian Fromlowitz bzw. Nico-Stéphàno Pellatz eingeplant und kam zeitweilig für die zweite Mannschaft in der NOFV-Oberliga Süd zum Einsatz. Nach der Winterpause 2013/14 machte ihn Cheftrainer Olaf Janßen jedoch zur neuen Nummer eins im Dynamo-Tor, woraufhin Scholz am 8. Februar 2014 beim 0:0-Unentschieden im Auswärtsspiel gegen den 1. FC Union Berlin sein Profidebüt in der 2. Bundesliga gab. Insgesamt absolvierte er in der Saison 2013/14 sechs Zweitligaspiele. In der folgenden Saison spielte er nicht mehr für die 1. Mannschaft.
Zur Saison 2015/16 wechselte Scholz zum Regionalligisten SV Waldhof Mannheim, bei dem er zunächst einen Einjahresvertrag erhielt, der im April 2016 um zwei Jahre verlängert worden ist. Im März 2018 verlängerte er seinen Vertrag bei Waldhof Mannheim erneut um zwei Jahre, bis 30. Juni 2020. Scholz spielte mit dem Waldhof drei Jahre in Folge um den Aufstieg in die 3. Liga, der zur Saison 2019/2020 schließlich glückte. Damit kehrte Scholz 2019 in den Profifußball zurück. Im Oktober 2019 verlängerten die Waldhöfer den Vertrag mit Markus Scholz vorzeitig um ein weiteres Jahr bis 30. Juni 2021. In der 3. Liga erhielt der neu verpflichtete Timo Königsmann den Vorzug vor Scholz, der in der Folge als Ersatztorwart fungierte.
Nachdem sein Vertrag beim SV Waldhof nicht verlängert worden war, wechselte Scholz zur Saison 2021/22 zum Regionalligisten TSV Steinbach Haiger. Dort fungierte er zunächst als Nummer 2 hinter Eike Bansen, ehe er ab Dezember 2021 den Vorzug erhielt und auch den Saisonstart der nachfolgenden Saison 2022/23 als Nummer 1 bestritt. Nach einem Muskelfaserriss verdrängte Kevin Ibrahim ihn als Stammtorwart, Scholz kam lediglich im Saisonfinale 2022/23 noch zu einem weiteren Einsatz. Im Juli 2023 kehrte Scholz nach Sachsen zurück und unterschrieb beim SC Freital. Für den Oberligisten kam er zu 15 Ligaeinsätzen, ehe er seine aktive Laufbahn zum Ende der Saison 2023/24 beendete und zur Saison 2024/25 Torwarttrainer bei den Freitalern wurde. Darüber hinaus fungiert er als Back-up-Torwart und absolvierte im März 2025 erneut ein Ligaspiel.